# Longitarsus ozbeki
Longitarsus ozbeki is een keversoort uit de familie bladkevers (Chrysomelidae). De wetenschappelijke naam van de soort werd in 2005 gepubliceerd door Aslan & Warchalowski.